# Annemiek van Vleuten
Annemiek van Vleuten (Vleuten, 8 ottobre 1982) è un'ex ciclista su strada, pistard, ciclocrossista e mountain biker olandese.
Considerata tra le più forti cicliste della storia, è stata un'atleta polivalente, benché specializzata nelle classiche e nelle cronometro. Fra i successi di maggior rilievo annovera un'edizione della Coppa del mondo su strada (nel 2011) e tre del World Tour (nel 2018, 2021 e 2022), due medaglie olimpiche a Tokyo 2020 (argento in linea, oro a cronometro), due titoli mondiali in linea (nel 2019 e 2022) e due a cronometro (nel 2017 e 2018), un titolo europeo in linea (nel 2020), quattro Giri d'Italia (nel 2018, 2019, 2022 e 2023) e un Tour de France (nel 2022)

## Carriera

### Gli esordi e i primi anni
In gioventù pratica equitazione e calcio; poi, dopo aver subito due operazioni al menisco, comincia a dedicarsi al ciclismo agonistico nel 2006, all'età di ventiquattro anni, iscrivendosi al club TCW '79 di Wageningen. Nel 2007 ottiene la licenza per gareggiare: partecipa alla prima competizione nell'aprile dello stesso anno, al criterium di Waddinxveen, poi consegue la prima vittoria al Ronde van Lexmond. In settembre viene invitata a correre allo Holland Tour, competizione professionistica, tra le file della formazione Therme Skin Care, mentre in chiusura di stagione si aggiudica il Campionato universitario nazionale a Utrechtse Heuvelrug. Proprio nel 2007 si laurea in scienze animali all'Università di Wageningen.
Nel 2008 debutta tra le professioniste con il team Vrienden van het Platteland, gareggiando per la prima volta in Coppa del mondo. Non arrivano vittorie internazionali in stagione per lei: è infatti solo seconda ai Campionati mondiali universitari a cronometro e terza a quelli in linea, seconda al Grote Prijs Stad Roeselare e terza nel prologo del Tour de Limousin. L'anno dopo si trasferisce alla DSB Bank-Nederland Bloeit, la squadra capitanata da Marianne Vos e diretta da Jeroen Blijlevens. Come l'anno prima non ottiene successi di primaria importanza – pur classificandosi settima nella prova in linea e decima a cronometro ai campionati olandesi – ma questo soprattutto a causa di problemi legati ad uno schiacciamento all'arteria femorale della gamba destra, diagnosticato in agosto e curato in settembre con un'operazione chirurgica.

### 2010-2012: le prime vittorie da professionista
È nel 2010 che van Vleuten conquista i primi trionfi a livello UCI. Nella tre giorni del Ronde van Drenthe, in aprile, è, in sequenza, terza nell'Acht van Dwingeloo, seconda nell'Univé Ronde van Drenthe (gara di Coppa del mondo) e prima nel Novilon Damesronde van Drenthe. Tra maggio e giugno è quindi seconda, con una vittoria di tappa, alla Gracia-Orlová, terza al Gran Premio Ciudad de Valladolid (anch'esso valido per la Coppa del mondo) e seconda, con un altro successo di tappa, alla Emakumeen Bira. In agosto vince la Route de France, poi, ai campionati del mondo di Melbourne, deve accontentarsi del venticinquesimo posto finale causa una foratura a dieci chilometri dal traguardo. Conclude l'annata piazzandosi sesta nella graduatoria generale di Coppa del mondo.

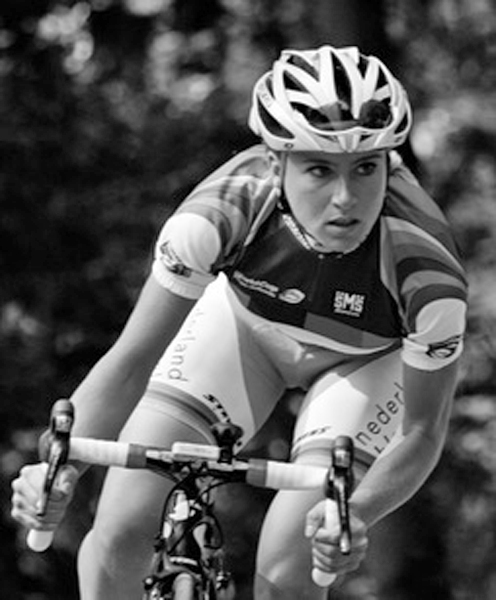
Van Vleuten nel 2011

Il 2011 di van Vleuten si apre con un'importante serie di risultati nelle prove di Coppa del mondo. Dopo il terzo posto al Trofeo Alfredo Binda, trionfa infatti al Giro delle Fiandre battendo in uno sprint a due la russa Tat'jana Antošina, con cui era scattata ai meno tre dall'arrivo; è quindi sesta sia all'Univé Ronde van Drenthe che alla Freccia Vallone, e quinta al Tour of Chongming Island. La sequenza di piazzamenti le permette di raggiungere la testa della classifica di Coppa, e di lottare per la leadership con la compagna di squadra Marianne Vos. Il 31 luglio ottiene la seconda vittoria in Coppa del mondo, facendo suo, con un attacco a 600 metri dall'arrivo, l'Open de Suède Vargarda; il 27 agosto, infine, fa suo anche il Grand Prix de Plouay, potendo così iscrivere il proprio nome, per il 2011, nell'albo d'oro della Coppa del mondo su strada. Dopo la conclusione della Coppa del mondo firma un contratto con la nuova formazione Stichting Rabo Women, ritrovando la compagna Vos e il direttore sportivo Blijlevens.
Nell'inverno del 2011 si sottopone a un altro intervento chirurgico, per rimuovere una stenosi all'arteria iliaca della gamba sinistra; inizia a dicembre la riabilitazione. La sua stagione 2012 si apre, per i postumi dell'intervento, in marzo, mentre i primi successi arrivano in aprile, al Grote Prijs Stad Roeselare e in due tappe del Grand Prix Elsy Jacobs in Lussemburgo. Dopo la vittoria alla Valkenburg Hills Classic e il terzo posto all'Emakumeen Bira (con un successo di tappa), a fine giugno si aggiudica la prova in linea dei campionati olandesi, superando per distacco la compagna e campionessa uscente Marianne Vos. In estate partecipa per la prima volta ai Giochi olimpici, concludendo quattordicesima nella prova in linea (vince la compagna Marianne Vos). In settembre, dopo la vittoria nel prologo del Giro della Toscana, è quindi quarta nella cronometro a squadre e undicesima nella gara in linea ai campionati del mondo di Valkenburg. Al termine dell'anno risulta settima nella graduatoria mondiale individuale UCI.

### 2013-2016: i piazzamenti a cronometro e gli infortuni a Livigno e Rio
Nel 2013 conclude quinta al Giro delle Fiandre, vince il prologo del Grand Prix Elsy Jacobs ed è quindi terza alla Valkenburg Hills Classic e ai campionati nazionali sia in linea che a cronometro. Dopo il ritiro al Giro d'Italia, conquista una frazione sia al Thüringen Rundfahrt che al Trophée d'Or. Nel finale di stagione è quindi seconda allo Holland Tour e sulla piazza d'onore con le compagne della Rabo-Liv nella cronometro a squadre dei campionati del mondo di Firenze. Nella primavera 2014 si piazza quinta al Ronde van Drenthe e ancora quinta al Giro delle Fiandre. Dopo aver conquistato il titolo nazionale a cronometro, battendo per pochi centesimi su Ellen van Dijk, conquista anche il prologo e la terza tappa del Giro d'Italia; concluderà la "Corsa rosa", che vede un podio finale interamente di marca Rabo-Liv, all'ottavo posto. Nel finale di stagione fa sue il prologo, la prima tappa e la classifica finale del Giro del Belgio.

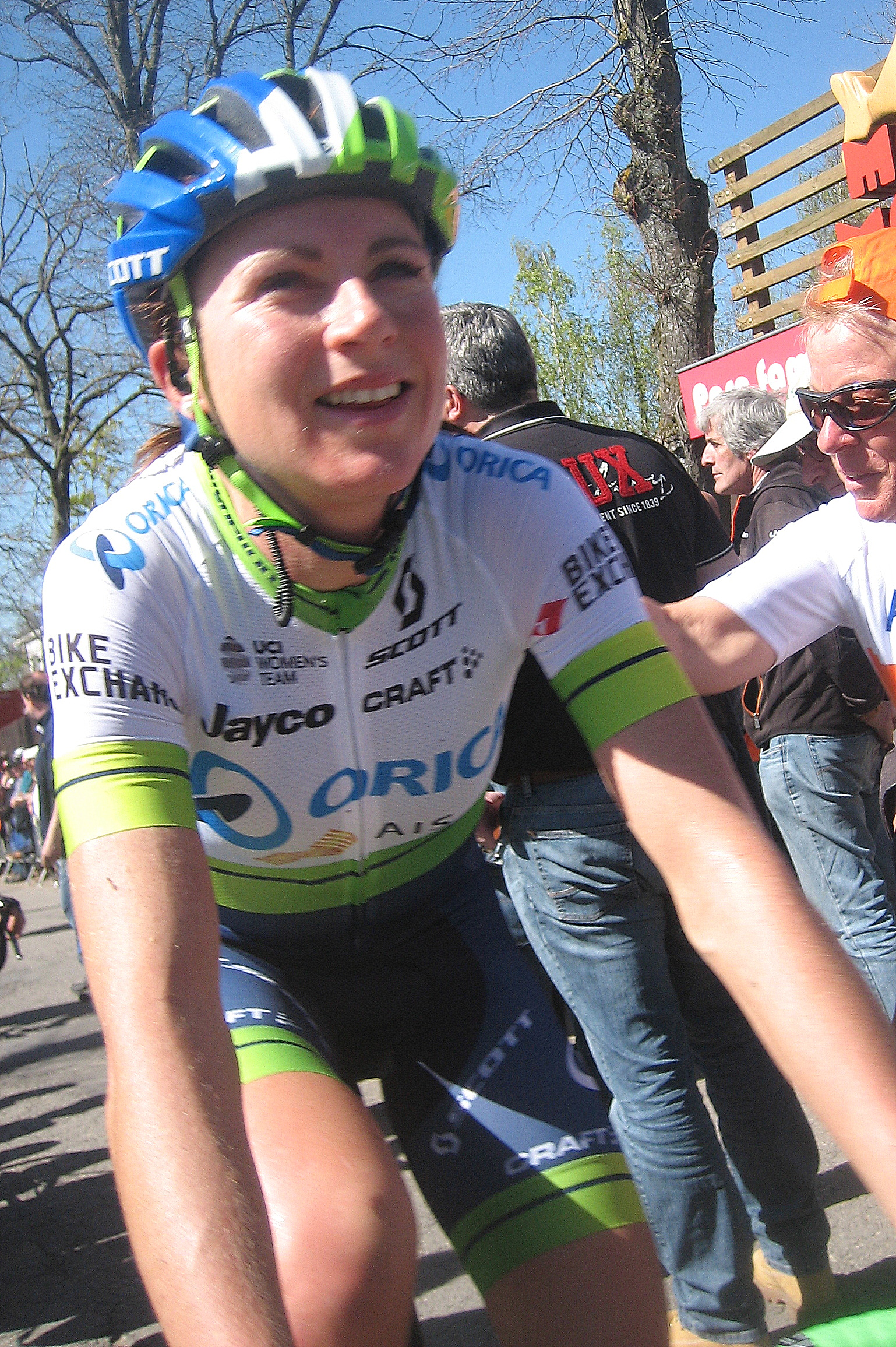
Van Vleuten alla Freccia Vallone 2016

Nel 2015 lascia la Rabo-Liv e si accasa alla svizzera Bigla. In primavera conclude settima al Trofeo Alfredo Binda, quarta al Giro delle Fiandre e seconda alla Freccia Vallone e al Festival Elsy Jacobs. Nel prosieguo di stagione vince quindi il prologo dell'Emakumeen Bira, la medaglia di bronzo a cronometro ai Giochi europei a Baku e il prologo del Giro d'Italia a Lubiana. Il 6 agosto è vittima di un incidente mentre si sta allenando a Livigno: investita da un'auto, riporta diverse fratture e la perforazione di un polmone. Rientrata alle corse già il 1º settembre, dieci giorni dopo si aggiudica il prologo del Giro della Toscana, concludendo la corsa al terzo posto.
Nel 2016 si trasferisce alla formazione australiana Orica-AIS. Con la nuova maglia ottiene numerose top 10 nelle classiche di inizio stagione, e quindi successi a cronometro al Festival Elsy Jacobs, all'Auensteiner-Radsporttage e al campionato nazionale di specialità; si classifica inoltre seconda alla Valkenburg Hills Classic e quarta al Thüringen Rundfahrt. Il 7 agosto, mentre è in testa alla prova in linea dei Giochi olimpici di Rio de Janeiro, cade battendo violentemente la testa su un cordolo ai margini del percorso. Ricoverata in terapia intensiva in ospedale, riporta una grave commozione cerebrale e tre fratture spinali. Lascia l'ospedale dopo tre giorni, senza che le ferite riportate abbiano causato problemi permanenti; rientrata alle corse, a un mese dall'incidente, al Giro del Belgio, vince, come due anni prima, due tappe e la classifica finale della corsa. Nel finale di stagione è quindi quinta nella cronometro dei campionati del mondo di Doha.

### 2017-2020: i tre titoli mondiali e i due successi al Giro d'Italia

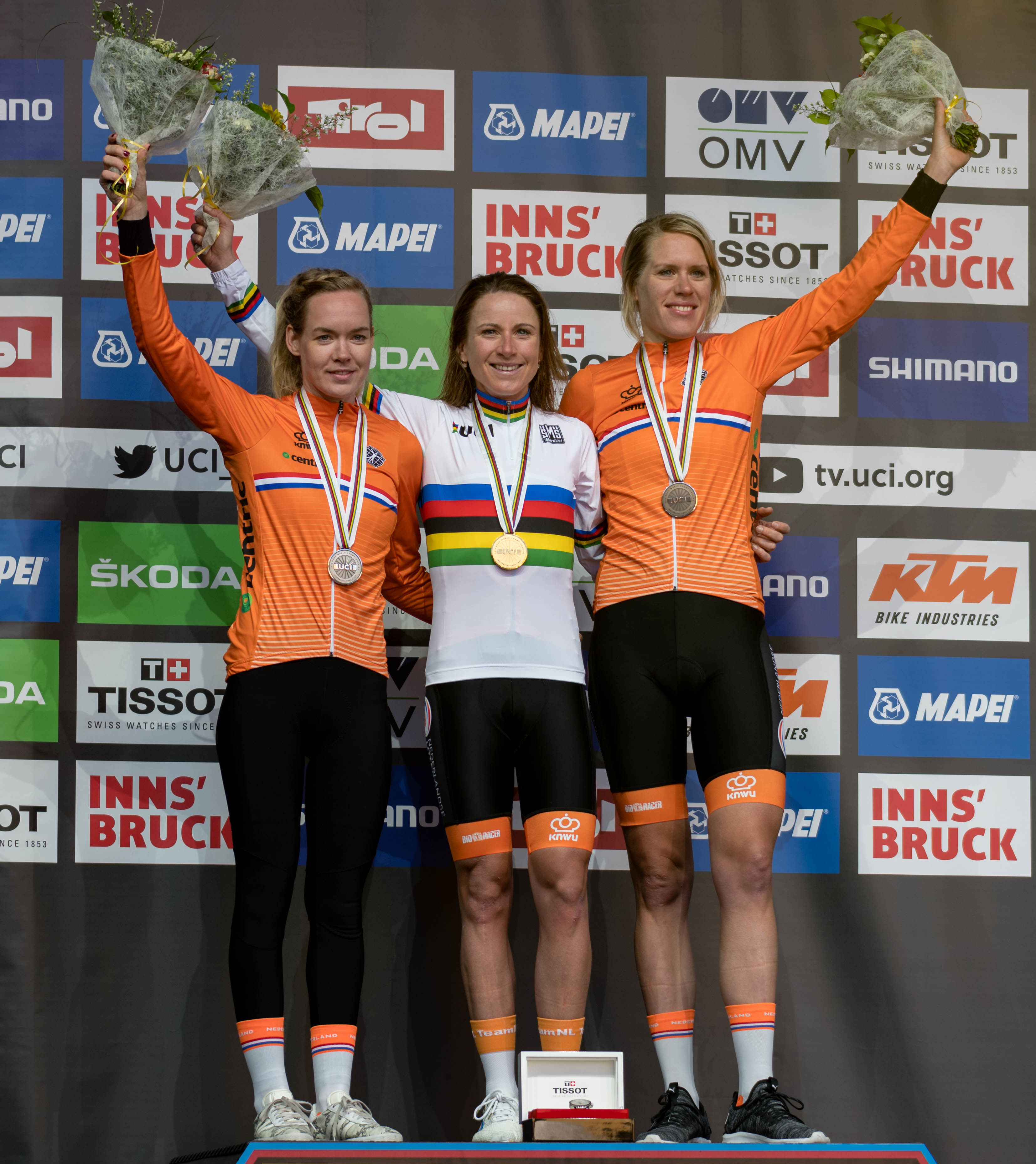
Van Vleuten (1ª, al centro) sul podio della cronometro mondiale 2018 con van der Breggen (2ª) e van Dijk (3ª)

Nella primavera 2017 vince la Cadel Evans Great Ocean Road Race ed è quindi sempre piazzata nelle classiche del circuito World Tour: si classifica quinta alla Strade Bianche e alla Liegi-Bastogne-Liegi, sesta al Ronde van Drenthe e al Trofeo Alfredo Binda, e quarta al Giro delle Fiandre, all'Amstel Gold Race e alla Freccia Vallone. Si aggiudica quindi la Durango-Durango Emakumeen Saria, una tappa all'Emakumeen Bira (concludendo al secondo posto la corsa) e il titolo nazionale a cronometro. Al seguente Giro d'Italia conquista due frazioni, a Montereale Valcellina in una volata a tre e a Sant'Elpidio a Mare nella cronometro, e rimane sempre con le migliori, ma anche a causa del distacco accusato nella frazione pianeggiante di Occhiobello per un ventaglio, ottiene "solo" il terzo posto nella graduatoria finale, arricchito comunque dal successo nelle classifiche a punti e dei GPM. Anche dopo il Giro ottiene risultati di rilievo: vince infatti la Course by Le Tour de France sul Colle dell'Izoard e due tappe a cronometro e la classifica finale dell'Holland Tour; in chiusura di stagione, ai campionati del mondo di Bergen, conquista infine il titolo mondiale a cronometro e si piazza quarta nella prova in linea vinta dalla connazionale Chantal Blaak.
Nel 2018 conquista la classifica generale del Giro d'Italia, con tre successi di tappa, nella cronoscalata di Diga di Campo Moro, in cui prende la maglia rosa, sul prestigioso traguardo del Monte Zoncolan (percorso per la prima volta dal Giro femminile) e nella frazione finale a Cividale del Friuli, infliggendo notevoli distacchi a tutte le rivali. In stagione ottiene anche il suo secondo titolo mondiale a cronometro, sul tracciato iridato di Innsbruck davanti alle connazionali Anna van der Breggen ed Ellen van Dijk. Le numerose vittorie stagionali, tra cui i "bis" alla Course by Le Tour de France e all'Holland Tour già vinti nel 2017, le consentono di far sua anche la classifica individuale del World Tour. Durante l'anno si mette in evidenza anche su pista, vincendo la medaglia d'argento nell'inseguimento individuale ai campionati del mondo di Apeldoorn, battuta in finale dalla specialista Chloé Dygert.

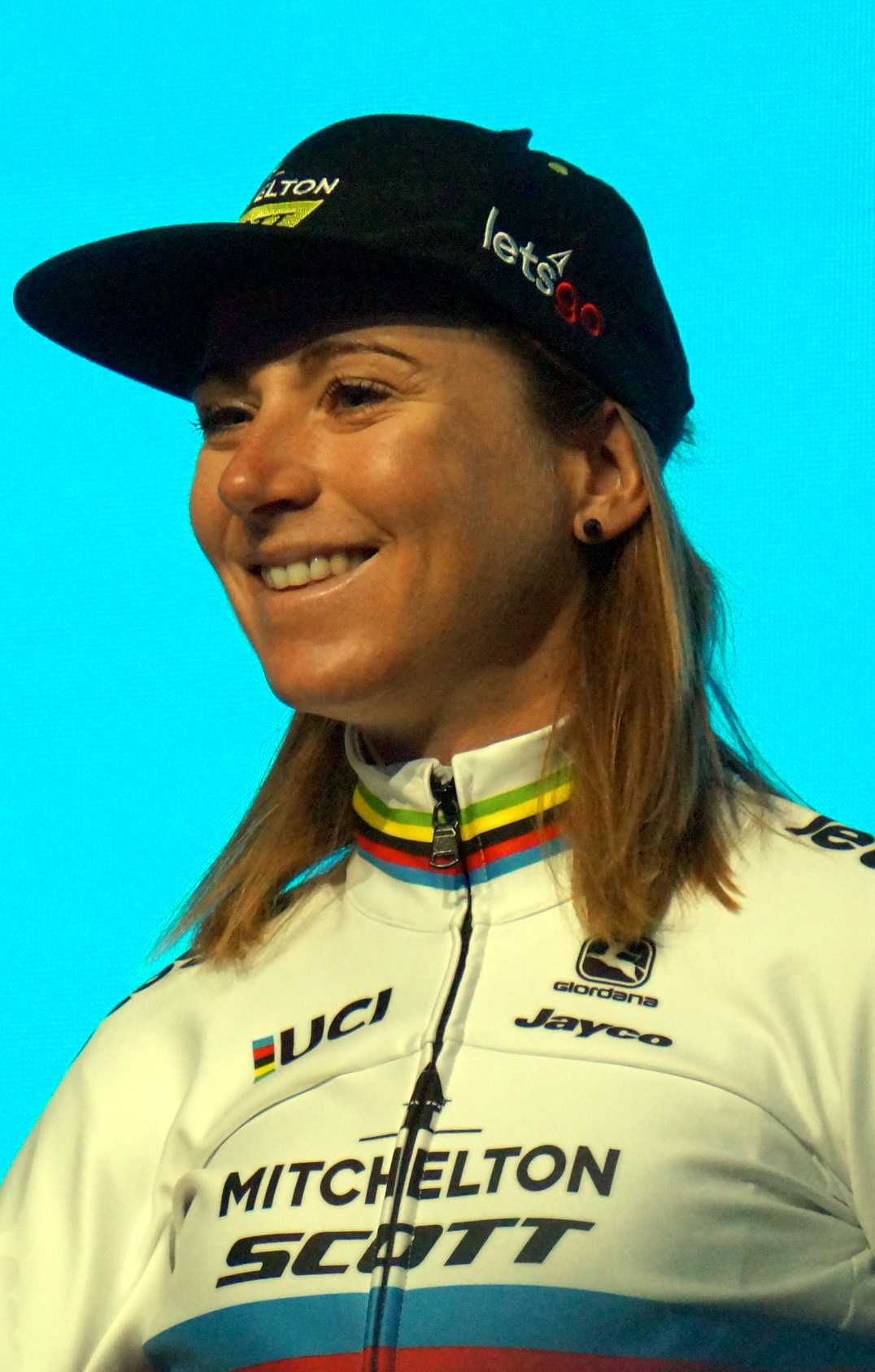
Van Vleuten in maglia iridata nel 2020

Nel 2019 vince la Strade Bianche e conclude in seconda posizione Giro delle Fiandre, Amstel Gold Race e Freccia Vallone, mentre il 28 aprile conquista per la prima volta in carriera la Liegi-Bastogne-Liegi. Nuovamente campionessa nazionale a cronometro, vince per il secondo anno consecutivo il Giro d'Italia, facendo sue le frazioni di Lago di Cancano e la cronometro in salita di Teglio. In settembre vince il prologo dell'Holland Tour per poi concludere la stagione ai campionati del mondo nello Yorkshire, dove è terza nella prova a cronometro e prima nella prova in linea, laureandosi così per la prima volta, al termine di un lungo attacco solitario, campionessa del mondo.
Il 2020 si apre subito con la vittoria alla Omloop Het Nieuwsblad, ma in seguito allo stop delle competizioni causa pandemia globale, rientra alle gare solo a fine luglio dove inanella quattro successi consecutivi: Emakumeen Nafarroako Klasikoa, Clásica Femenina Navarra, Durango-Durango Emakumeen Saria e la prestigiosa Strade Bianche. A fine agosto si aggiudica per la prima volta in carriera il campionato europeo in linea, battendo in una volata a due Elisa Longo Borghini. Al Giro d'Italia vince la tappa di Arcidosso, ma, a causa di una frattura al posto rimediata in seguito a una caduta, è costretta al ritiro dalla corsa, nonostante fosse momentaneamente in maglia rosa. È infine seconda nella prova in linea dei campionati del mondo di Imola, alle spalle della connazionale van der Breggen.

### 2021-2023: le vittorie con Movistar

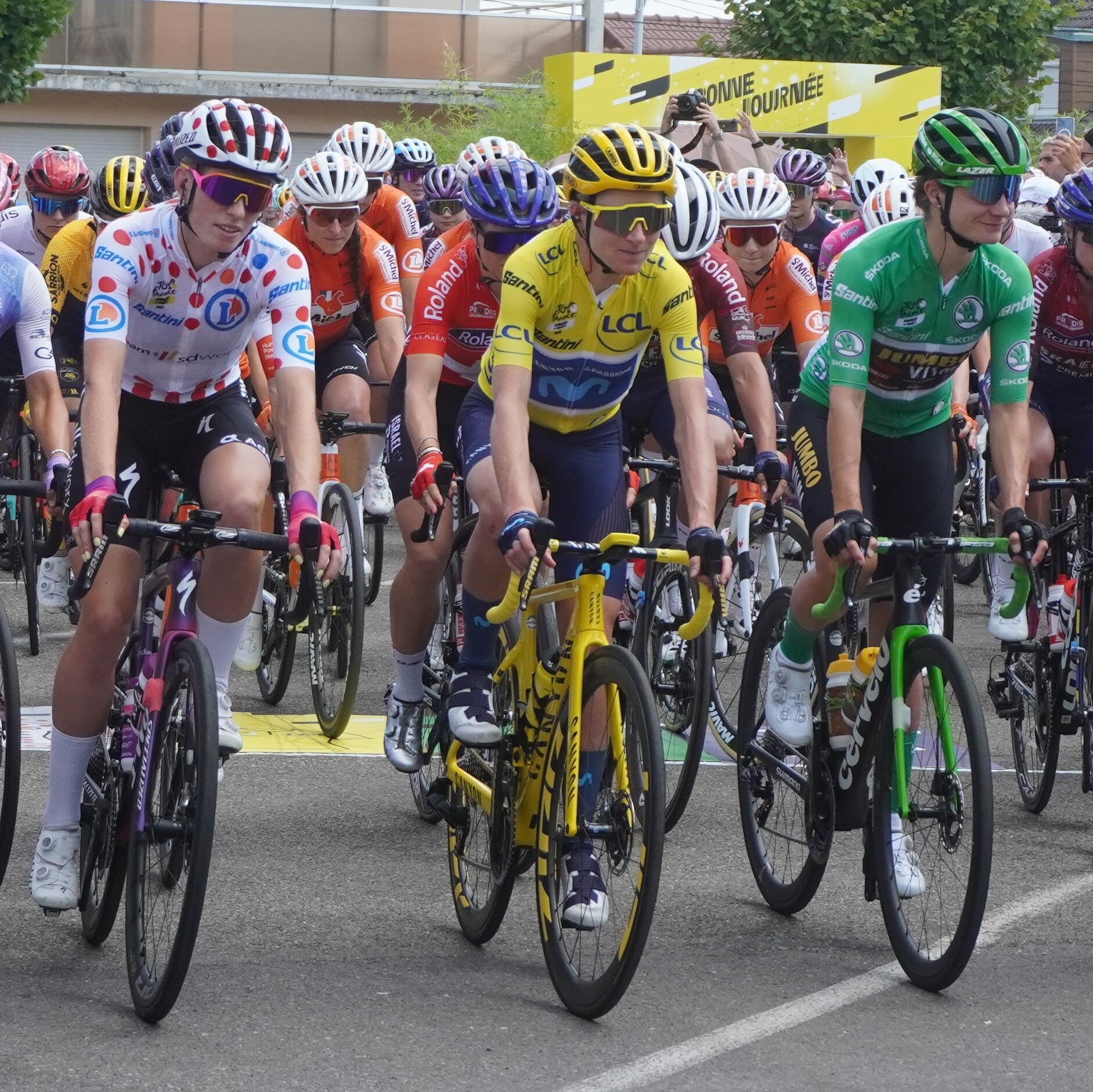
Van Vleuten in maglia gialla al Tour de France 2022 tra la maglia a pois Demi Vollering e la maglia verde Marianne Vos

Passata al Movistar Team nella stagione 2021, è quarta alla Strade Bianche, terza all'Amstel Gold Race, quarta alla Freccia Vallone e seconda alla Liegi-Bastogne-Liegi, mentre vince la Dwars door Vlaanderen e, a dieci anni di distanza, il Giro delle Fiandre. Fa poi sue una tappa e la classifica generale alla Setmana Ciclista Valenciana e l'Emakumeen Nafarroako Classics. A fine agosto partecipa ai Giochi olimpici di Tokyo dove conquista la medaglia d'argento in linea e quella d'oro a cronometro. Prosegue con il successo alla Classica di San Sebastián e con una tappa e la generale del Tour of Norway, vincendo anche la cronoscalata di Cabeza de Manzaneda, la tappa di O Pereiro de Aguiar e la classifica finale della Madrid Challenge by La Vuelta. Termina ai campionati del mondo delle Fiandre con un terzo posto nella cronometro iridata un'altra prolifica annata.
Il 2022 parte subito all'insegna del successo con una tappa e la generale della Setmana Ciclista Valenciana di fine febbraio. Conclude al secondo posto Strade Bianche, Giro delle Fiandre e Freccia Vallone, al quarto l'Amstel Gold Race, mentre riesce a vincere la Omloop Het Nieuwsblad e soprattutto la Liegi-Bastogne-Liegi. In seguito fa suo per la terza volta il Giro d'Italia, con le frazioni di Cesena e Aldeno; è poi al via della prima storica edizione del Tour de France: conquista al termine di una straordinaria azione da lontano la tappa di Le Markstein, e si impone anche il giorno successivo nella frazione conclusiva a La Super Planche des Belles Filles, centrando la difficile accoppiata Giro-Tour. Così come l'anno precedente si aggiudica la Madrid Challenge by La Vuelta, dominando la cinque giorni iberica grazie alla netta vittoria nella seconda tappa di Colindres. Conclude un'ennesima strepitosa stagione ai campionati del mondo di Wollongong: è settima nella cronometro e quinta nella staffetta mista, prova nella quale riporta la frattura del gomito destro in seguito a una caduta. Ciò nonostante appena tre giorni dopo, ormai alla soglia dei quarant'anni, si laurea per la seconda volta in carriera campionessa del mondo nella prova in linea, anticipando un gruppo ristretto di atlete con un bell'attacco da finisseur nell'ultimo chilometro.

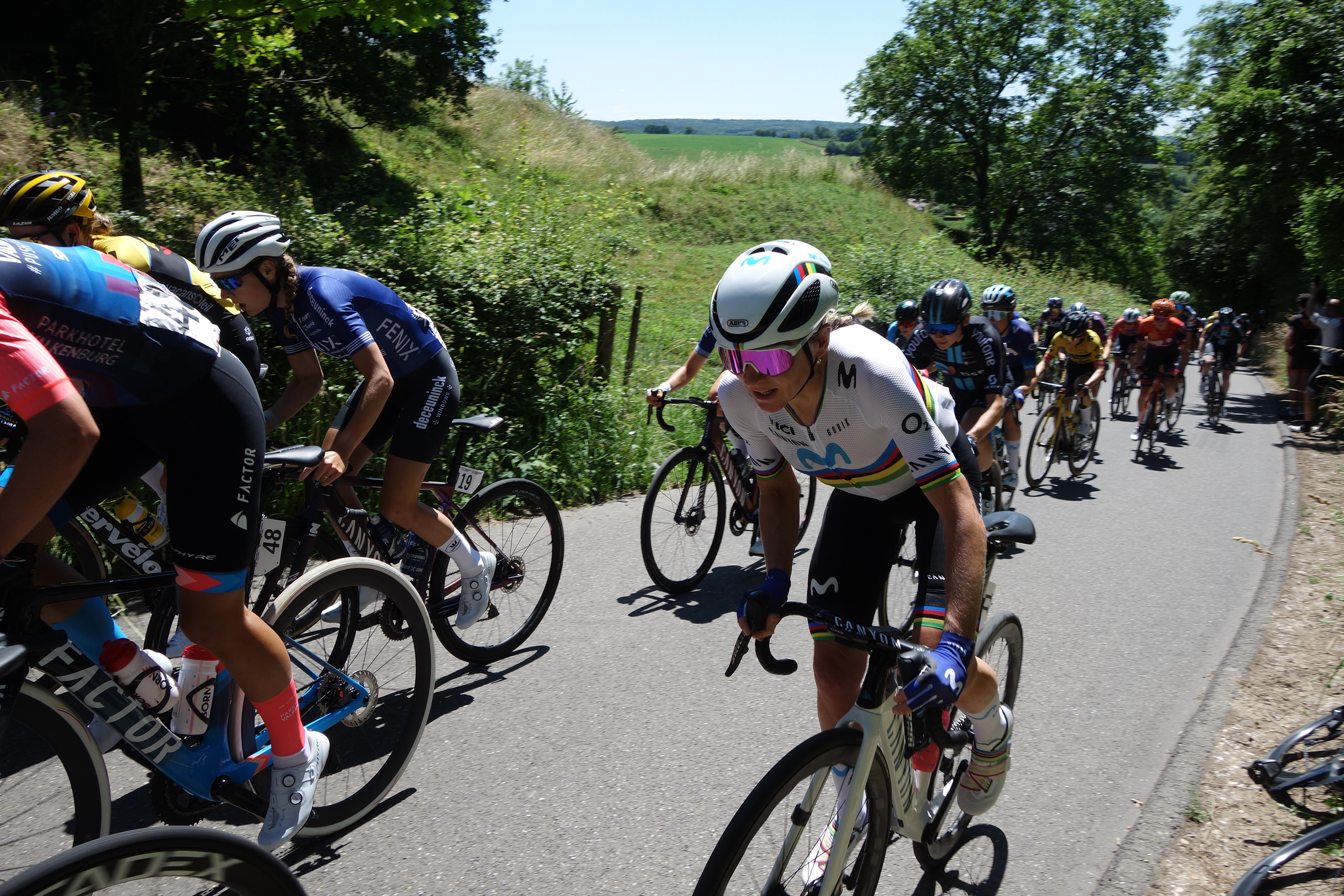
Van Vleuten in azione in maglia iridata al campionato nazionale in linea 2023, chiuso al quinto posto

Il 2023, in quella che rappresenta l'ultima stagione prima dell'addio alle corse, inizia in terre spagnole alla Setmana Ciclista Valenciana, che chiude al quarto posto. Quarta anche alla Strade Bianche, è solo ventisettesima al Giro delle Fiandre, tagliata fuori dai giochi per la vittoria da una caduta. Il ritorno al successo non arriva nemmeno nelle classiche delle Ardenne, concludendo undicesima all'Amstel Gold Race, settima alla Freccia Vallone e sesta alla Liegi-Bastogne-Liegi. Il 1º maggio è ai nastri di partenza de La Vuelta Femenina, dove è attesa a un bel duello con Demi Vollering durante le sette tappe in programma: nonostante la più giovane connazionale si dimostri superiore nell'arrivo in salita della quinta giornata di gara, precedendola di 3", Van Vleuten riesce a distanziare la rivale il giorno successivo, sorprendendola a circa 70 km dall'arrivo nel bel mezzo di un bisogno fisiologico con un attacco di squadra. Leader con 1'11" di margine, riesce a difendersi dal tentativo di rimonta della più pimpante portacolori della SD Worx nell'ultimo e decisivo arrivo in quota a Lagos de Covadonga: al traguardo è terza e paga 1'02", ma riesce ugualmente ad aggiudicarsi la classifica generale per soli 9". Quinta all'Itzulia Women la settimana seguente, prende parte ai campionati nazionali di fine giugno, concludendo al terzo posto la prova a cronometro e al quinto quella in linea. È poi la volta del Giro d'Italia, che vince per la quarta volta in carriera: domina la corsa, facendo sue in solitaria le tappe di Marradi, Canelli e Alassio, rifilando distacchi importanti a tutta la concorrenza nella generale e aggiudicandosi anche le classifiche a punti e delle scalatrici. Si presenta al Tour de France dove la attende un nuovo testa a testa con Vollering per la maglia gialla. Dopo averle ceduto una manciata di secondi sul breve ma impegnativo arrivo di Rodez della quarta tappa, si ritrova momentaneamente al terzo posto con 12" di margine sulla connazionale alla vigilia della penultima e decisiva frazione con finale al Col du Tourmalet: sull'impegnativa salita pirenaica Van Vleuten va però in difficoltà, perdendo 36" da Katarzyna Niewiadoma e ben 2'34" dalla vincitrice Vollering, segnando di fatto il passaggio di consegne con la più giovane rivale. Nella tappa conclusiva del giorno seguente, la cronometro di Pau, perde anche il terzo gradino del podio in favore della stessa Niewiadoma, terminando la sua seconda e ultima Grande Boucle quarta, a 3'59" da Vollering. Il 13 agosto è ottava nella prova in linea ai Mondiali di Glasgow, mentre a fine mese vince con appena 2" di margine su Cecilie Uttrup Ludwig il Tour of Scandinavia. Chiude il 10 settembre, con un ventitreesimo posto sulle strade di casa del Simac Ladies Tour, una delle carriere più decorate nella storia dello sport a pedali, costellata da 104 vittorie.

## Palmarès

### Strada
- 2010 (Nederland Bloeit, cinque vittorie)

Novilon Eurocup
2ª tappa Gracia-Orlová (Lichnov > Lichnov)
4ª tappa Iurreta-Emakumeen Bira (Orduña > Orduña)
4ª tappa Route de France (Bonneval > Cloyes-sur-le-Loir)
Classifica generale Route de France
- 2011 (Nederland Bloeit, tre vittorie)

Giro delle Fiandre
Open de Suède Vargarda
Grand Prix de Plouay
- 2012 (Rabobank Women Cycling Team, otto vittorie)

Grote Prijs Stad Roeselare
Prologo Grand Prix Elsy Jacobs (Lussemburgo > Lussemburgo, cronometro)
2ª tappa Grand Prix Elsy Jacobs (Mamer > Mamer)
Valkenburg Hills Classic
7-Dorpenomloop van Aalburg
4ª tappa Emakumeen Bira (Orduña > Iurreta)
Campionati olandesi, Prova in linea
Prologo Giro della Toscana-Memorial Fanini (Campi Bisenzio > Campi Bisenzio, cronometro)
- 2013 (Rabo Woman Cycling Team, tre vittorie)

Prologo Festival Elsy Jacobs (Mamer > Mamer, cronometro)
3ª tappa Thüringen Rundfahrt (Schleiz > Schleiz)
6ª tappa Trophée d'Or (Orval > Saint-Amand-Montrond)
- 2014 (Rabo-Liv Women Cycling Team, sei vittorie)

Campionati olandesi, Prova a cronometro
Prologo Giro d'Italia (Caserta > Caserta, cronometro)
3ª tappa Giro d'Italia (Caserta > San Donato Val di Comino)
Prologo Giro del Belgio (Naast > Naast, cronometro)
1ª tappa Giro del Belgio (Honnelles > Honnelles)
Classifica generale Giro del Belgio
- 2015 (Bigla Pro Cycling Team, tre vittorie)

Prologo Emakumeen Bira (Iurreta > Iurreta, cronometro)
Prologo Giro d'Italia (Lubiana > Lubiana, cronometro)
Prologo Giro della Toscana-Memorial Fanini (Campi Bisenzio > Campi Bisenzio, cronometro)
- 2016 (Orica-AIS, sei vittorie)

Prologo Festival Elsy Jacobs (Cessange > Cessange, cronometro)
2ª tappa, 1ª semitappa Auensteiner-Radsporttage (Auenstein > Auenstein, cronometro)
Campionati olandesi, Prova a cronometro
Prologo Giro del Belgio (Nieuwpoort > Nieuwpoort, cronometro)
3ª tappa Giro del Belgio (Geraardsbergen > Geraardsbergen)
Classifica generale Giro del Belgio
- 2017 (Orica-Scott, undici vittorie)

Cadel Evans Great Ocean Road Race
Durango-Durango Emakumeen Saria
4ª tappa Emakumeen Bira (Etxarri Aranatz > Alto de San Miguel de Aralar)
Campionati olandesi, Prova a cronometro
2ª tappa Giro d'Italia (Zoppola > Montereale Valcellina)
5ª tappa Giro d'Italia (Sant'Elpidio a Mare > Sant'Elpidio a Mare, cronometro)
La Course by Le Tour de France
Prologo Holland Tour (Wageningen > Wageningen, cronometro)
3ª tappa Holland Tour (Roosendaal > Roosendaal, cronometro)
Classifica generale Holland Tour
Campionati del mondo, Prova a cronometro (con la Nazionale olandese)
- 2018 (Mitchelton-Scott, tredici vittorie)

2ª tappa Herald Sun Tour (Melbourne > Melbourne, cronometro)
2ª tappa Emakumeen Bira (Agurain > Vitoria, cronometro)
7ª tappa Giro d'Italia (Lanzada > Diga di Campo Moro, cronometro)
9ª tappa Giro d'Italia (Tricesimo > Monte Zoncolan)
10ª tappa Giro d'Italia (Cividale del Friuli > Cividale del Friuli)
Classifica generale Giro d'Italia
La Course by Le Tour de France
Veenendaal-Veenendaal Classic
Prologo Holland Tour (Arnhem > Arnhem, cronometro)
2ª tappa Holland Tour (Nimega > Nimega)
6ª tappa Holland Tour (Roosendaal > Roosendaal, cronometro)
Classifica generale Holland Tour
Campionati del mondo, Prova a cronometro (con la Nazionale olandese)
- 2019 (Mitchelton-Scott, otto vittorie)

Strade Bianche
Liegi-Bastogne-Liegi
Campionati olandesi, Prova a cronometro
5ª tappa Giro d'Italia (Ponte in Valtellina > Lago di Cancano)
6ª tappa Giro d'Italia (Chiuro > Teglio, cronometro)
Classifica generale Giro d'Italia
Prologo Holland Tour (Sittard-Geleen > Sittard-Geleen, cronometro)
Campionati del mondo, Prova in linea (con la Nazionale olandese)
- 2020 (Mitchelton-Scott, sette vittorie)

Omloop Het Nieuwsblad
Emakumeen Nafarroako Klasikoa
Clásica Femenina Navarra
Durango-Durango Emakumeen Saria
Strade Bianche
Campionati europei, Prova in linea (con la Nazionale olandese)
2ª tappa Giro d'Italia (Paganico > Arcidosso)
- 2021 (Movistar Team Women, dodici vittorie)

Dwars door Vlaanderen
Giro delle Fiandre
1ª tappa Setmana Ciclista Valenciana (Barxeta > Gandia)
Classifica generale Setmana Ciclista Valenciana
Emakumeen Nafarroako Classics
Giochi olimpici, Prova a cronometro (con la Nazionale olandese)
Classica di San Sebastián
3ª tappa Tour of Norway (Drammen > Norefjell)
Classifica generale Tour of Norway
2ª tappa Madrid Challenge by La Vuelta (Cabeza de Manzaneda > Cabeza de Manzaneda, cronometro)
3ª tappa Madrid Challenge by La Vuelta (Cabeza de Manzaneda > O Pereiro de Aguiar)
Classifica generale Madrid Challenge by La Vuelta
- 2022 (Movistar Team Women, tredici vittorie)

3ª tappa Setmana Ciclista Valenciana (Vila-real > Vistabella del Maestrat)
Classifica generale Setmana Ciclista Valenciana
Omloop Het Nieuwsblad
Liegi-Bastogne-Liegi
4ª tappa Giro d'Italia (Cesena > Cesena)
8ª tappa Giro d'Italia (Rovereto > Aldeno)
Classifica generale Giro d'Italia
7ª tappa Tour de France (Sélestat > Le Markstein)
8ª tappa Tour de France (Lure > La Super Planche des Belles Filles)
Classifica generale Tour de France
2ª tappa Madrid Challenge by La Vuelta (Colindres > Colindres)
Classifica generale Madrid Challenge by La Vuelta
Campionati del mondo, Prova in linea (con la Nazionale olandese)
- 2023 (Movistar Team Women, sei vittorie)

Classifica generale La Vuelta Femenina
2ª tappa Giro d'Italia (Bagno a Ripoli > Marradi)
6ª tappa Giro d'Italia (Canelli > Canelli)
7ª tappa Giro d'Italia (Albenga > Alassio)
Classifica generale Giro d'Italia
Classifica generale Tour of Scandinavia

#### Altri successi
- 2007 (Therme Skin Care)

Ronde van Lexmond
- 2008 (Vrienden van het Platteland, una vittoria)

Campionati dei Paesi Bassi centrali, Prova a cronometro
- 2009 (DSB Bank-Nederland Bloeit)

Ronde van Rijssen
Klever Radrennen
Campionati dei Paesi Bassi centrali, Prova a cronometro
- 2011 (Nederland Bloeit)

Classifica generale Coppa del mondo
- 2012 (Rabobank Women Cycling Team)

Classifica a punti Emakumeen Bira
Classifica a punti Giro della Toscana-Memorial Fanini
- 2014 (Rabo-Liv Women Cycling Team)

1ª tappa Giro del Belgio (Blaugies > Warquignies, cronosquadre)
- 2016 (Orica-AIS)

Classifica a punti Festival Elsy Jacobs
Classifica scalatrici Giro del Belgio
- 2017 (Orica-Scott)

Classifica a punti Giro d'Italia
Classifica scalatrici Giro d'Italia
- 2018 (Mitchelton-Scott)

Classifica a punti Giro d'Italia
Classifica a punti Holland Tour
Classifica generale UCI World Tour
- 2019 (Mitchelton-Scott)

Classifica a punti Giro d'Italia
Classifica scalatrici Giro d'Italia
- 2021 (Movistar Team Women)

Classifica generale UCI World Tour
- 2022 (Movistar Team Women)

Classifica a punti Giro d'Italia
Classifica generale UCI World Tour
- 2023 (Movistar Team Women)

Classifica a punti Giro d'Italia
Classifica scalatrici Giro d'Italia

### Ciclocross
- 2015-2016

Veldrit Boxtel (Boxtel)
- 2019-2020

Nationale Veldrit van Rhenen (Rhenen)

### Mountain biking
- 2015

Geopark Hondsrug Classic, Cross country (Gasselte)
- 2017

Campionati olandesi, Marathon
Geopark Hondsrug Classic, Cross country (Gasselte)

## Piazzamenti

### Grandi Giri
- Giro d'Italia

2010: 27ª
2011: 75ª
2012: ritirata (8ª tappa)
2013: ritirata (5ª tappa)
2014: 8ª
2015: 35ª
2017: 3ª
2018: vincitrice
2019: vincitrice
2020: non partita (8ª tappa)
2022: vincitrice
2023: vincitrice
- Tour de France

2022: vincitrice
2023: 4ª
- La Vuelta Femenina

2023: vincitrice

### Classiche
- Trofeo Alfredo Binda

2008: 41ª
2009: 19ª
2010: 40ª
2011: 3ª
2012: 13ª
2013: 7ª
2014: 43ª
2015: 7ª
2016: 8ª
2017: 6ª
- Giro delle Fiandre

2008: 89ª
2009: 30ª
2010: 10ª
2011: vincitrice
2012: ritirata
2013: 5ª
2014: 5ª
2015: 4ª
2016: 7ª
2017: 4ª
2018: 3ª
2019: 2ª
2020: 15ª
2021: vincitrice
2022: 2ª
2023: 27ª
- Parigi-Roubaix

2021: ritirata
- Freccia Vallone

2010: 12ª
2011: 6ª
2012: 13ª
2014: 38ª
2015: 2ª
2016: 14ª
2017: 4ª
2018: 4ª
2019: 2ª
2021: 4ª
2022: 2ª
2023: 7ª
- Liegi-Bastogne-Liegi

2017: 5ª
2018: 3ª
2019: vincitrice
2020: 28ª
2021: 2ª
2022: vincitrice
2023: 6ª

### Competizioni mondiali

#### Strada
- Campionati del mondo

Melbourne 2010 - In linea Elite: 25ª
Copenaghen 2011 - In linea Elite: 24ª
Limburgo 2012 - Cronosquadre: 4ª
Limburgo 2012 - In linea Elite: 11ª
Toscana 2013 - Cronosquadre: 2ª
Toscana 2013 - In linea Elite: 15ª
Doha 2016 - Cronometro Elite: 5ª
Doha 2016 - In linea Elite: 53ª
Bergen 2017 - Cronometro Elite: vincitrice
Bergen 2017 - In linea Elite: 4ª
Innsbruck 2018 - Cronometro Elite: vincitrice
Innsbruck 2018 - In linea Elite: 7ª
Yorkshire 2019 - Cronometro Elite: 3ª
Yorkshire 2019 - In linea Elite: vincitrice
Imola 2020 - In linea Elite: 2ª
Fiandre 2021 - Cronometro Elite: 3ª
Fiandre 2021 - Staffetta mista: 2ª
Fiandre 2021 - In linea Elite: 19ª
Wollongong 2022 - Cronometro Elite: 7ª
Wollongong 2022 - Staffetta mista: 5ª
Wollongong 2022 - In linea Elite: vincitrice
Glasgow 2023 - In linea Elite: 8ª
- Coppa del mondo/UCI Women's World Tour

2008: 70ª
2009: 39ª
2010: 6ª
2011: vincitrice
2012: 54ª
2013: 6ª
2014: 12ª
2015: 10ª
2016: 23ª
2017: 2ª
2018: vincitrice
2019: 2ª
2020: 7ª
2021: vincitrice
2022: vincitrice
2023: 2ª
- Giochi olimpici

Londra 2012 - In linea: 14ª
Rio de Janeiro 2016 - In linea: ritirata
Tokyo 2020 - In linea: 2ª
Tokyo 2020 - Cronometro: vincitrice

#### Pista
- Campionati del mondo

Apeldoorn 2018 - Inseguimento individuale: 2ª

### Competizioni europee

#### Strada
- Campionati europei

Plouay 2020 - In linea Elite: vincitrice
Trento 2021 - In linea Elite: 9ª
- Giochi Europei

Baku 2015 - Cronometro: 3ª
Baku 2015 - In linea: 7ª

#### Pista
- Campionati europei

Berlino 2017 - Inseguimento individuale: 4ª

## Riconoscimenti
Ciclista olandese dell'anno nel 2017, 2019, 2021 e 2022
Trofeo Internazionale Flandrien nel 2022
Vélo d'Or nel 2022